# 安家杰
安家杰（1972年7月17日—），男，山东烟台人，中国排球运动员。曾任山东男排接应二传、山东男排及女排主教练，现任中国国家女子排球队执行教练。

## 生平
1988年12月，进入山东省队。1992年9月，进入国青队。1993年12月，进入国家队并效力至2004年奥运会落选赛。
2005年全运会之后退役并成为山东男排主教练。2011年卸任山东男排主教练，接替者为博阳·布尔乔维奇。
2013年开始成为山东女排主教练，2017年年初卸任，接替者为李岩龙。
2016年7月，入选里约奥运会排球项目教练。2017年3月，任中国国家女子排球队执行教练。2017年6月6日-11日，带领中国队征战瑞士女排精英赛。2017年7月至8月，带领中国队征战2017年世界女排大奖赛，中国女排获得第四名。2017年9月，带领中国队征战在日本举行的女排大冠军杯赛中夺冠。

## 家庭
妻子周婷，在山东华夏证券公司工作。2005年3月，周婷产下一子，取名安志铭。

## 荣誉
- 2016年度体育运动荣誉奖章